# Diócesis de África
La diócesis de África (latín: Diœcēsis Africæ) fue una división administrativa del Imperio romano que incluía las provincias del norte de África. Su sede se encontraba en Cartago y formaba parte de la prefectura del pretorio de Italia.

## Historia
Fue creada en época del emperador Diocleciano. La diócesis agrupaba seis provincias: la antigua África proconsular (también conocido como Zeugitana), Bizacena, Mauritania Sitifensis, Mauritania Cesariense, Numidia y Tripolitania. 
La diócesis existió desde el momento de la reformas diocleciana y contantiniana, en los últimos años del siglo III hasta que fue invadida por los vándalos en el 430, que establecieron un estado propio sobre el territorio de la antigua Diócesis. Las provincias fueron retenidas en poder de los vándalos durante casi un siglo, hasta que fueron derrotados y se produjo la reconquista de África por parte el Imperio Romano Oriental en la Guerra Vándala (534). A partir de ese momento se agruparon de nuevo, pero esta vez en una prefectura pretoriana.